# SN 1991Y
SN 1991Y – niepotwierdzona supernowa odkryta 17 kwietnia 1991 roku w galaktyce A171436+5719. W momencie odkrycia miała maksymalną jasność 19,00m.